# Crossover (fiction)
Incursion
Pour les articles homonymes, voir Crossover.
Un crossover (appelé aussi incursion), dans le domaine de la fiction, est une production qui réunit des personnages dont les aventures se déroulent habituellement dans des séries distinctes.
Le mot « crossover » est un anglicisme, la commission générale de terminologie et de néologie propose le terme « incursion » avec la définition suivante : « apparition d'un personnage dans une série télévisée ou une bande dessinée différente de celle à laquelle il appartient ». Cette définition est en fait un peu restreinte, car on appelle aussi crossover un regroupement d'aventures de différents personnages tournant autour d'un même événement global, même si les personnages n'interfèrent pas directement entre eux (House of M est un crossover selon la terminologie de Marvel Comics). On trouve des crossovers dans la littérature, le cinéma, l'animation et le jeu vidéo.

## Principe
On appelle crossover toute histoire mêlant des personnages issus de deux séries de fiction distinctes, ou impliquant les héros de plusieurs séries de fiction dans une même histoire globale.
L'intervention peut prendre plusieurs formes :
- L'invitation : un personnage intervient dans une autre série de fiction que la sienne, devenant un personnage, majeur ou non, de ce récit. Dans ce cas, une seule des séries est impliquée. C'est par exemple le cas dans l'album Miss Persil de la série Les Petits Hommes : Cédric et quelques autres personnages de sa série interviennent sur quelques pages, qui font tout de même partie intégrante de l'album. La série Cédric ne fait pas allusion à cet épisode, les histoires de Cédric étant indépendantes entre elles.
  - Quand le personnage est trop détourné ou joue un rôle trop faible, il ne s'agit plus d'un crossover mais d'un clin d'œil.
- Les épisodes partagés : dans ce cas, le crossover implique que chacune des deux séries y consacre un épisode (ou plus). Les épisodes des différentes séries peuvent ou bien se suivre (Avocats et Associés et PJ), ou bien se dérouler en même temps, quitte à reprendre quelques dessins (pour une BD), racontant des événements complémentaires (Les Petits Hommes et Le Scrameustache)
- Le crossover événementiel : initié par la série Crisis on Infinite Earths, ce crossover consiste à créer une histoire majeure pour tout un univers de fiction, dont les événements sont répartis dans toutes les séries impliquées. Dans certains cas, certaines séries jouent un rôle si secondaire qu'elles ne sont pas nécessaires à la compréhension de l'histoire globale. Par exemple dans le crossover Onslaught, les séries principales (phases) montraient le combat contre Onslaught, alors que les secondaires (impact) montraient les aventures d'autres personnages faisant face aux événements, sans combattre directement Onslaught.
  - Une règle implicite veut que les crossovers événementiels des comics aient des conséquences majeures sur l'histoire des personnages.
- Le crossover inter-éditeur : plus rare, il fait figure d'épisode indépendant et influe très rarement sur le déroulement des séries concernées. On citera à cet effet la tradition des crossovers DC/Marvel, reposant pour la majeure partie sur un canevas fixe : par exemple, un ennemi d'un héros Marvel arrive dans la ville d'un héros DC et s'associe à un ennemi de ce dernier. Après une altercation avec son homologue, le héros Marvel combattra le super-vilain DC et inversement.

### Concepts proches
Le Cycle est un ensemble de séries, appartenant à une même continuité, partageant certains personnages. Par exemple, l'ensemble des bandes dessinées de Marvel Comics ou de DC Comics constituent chacun un cycle. L'imbrication des séries entre elles est telle qu'on n'utilise le terme de crossover que pour les rencontres événementielles.
Dans la bande dessinée française, on peut noter les cycles respectivement initiés par les séries Les 7 Vies de l'épervier, Le Chant des Stryges et Lanfeust de Troy.
La série dérivée est une série créée en utilisant comme personnage principal un personnage qui n'était pas en tête d'affiche d'une autre série. Comme il est alors évident que le personnage appartient aux deux séries, on trouve facilement des crossovers.

### Contraintes
L'incursion ne peut être réalisée que si les univers dans lesquels évoluent les différents personnages sont suffisamment compatibles (ou considéré comme tels) :
- Si plusieurs héros doivent s'entraider, une difficulté est de leur faire jouer un rôle équivalent, pour ne pas décevoir les fans d'une des deux séries. Pourtant malgré la supériorité apparente de Superman, Batman et Wonder Woman sur Hulk, Spider-Man et X-Men, ces héros ont cohabité dans de nombreuses incursions, aussi bien dans les bandes dessinées qu'en dessin animé.
- Elles doivent être situées en un même lieu et temps, ou fournir une explication au déplacement des personnages. Les auteurs s'accordent toutefois des licences artistiques en la matière : ainsi les différentes séries de Power Rangers se sont croisées (Power Rangers : L'Autre Galaxie avec Power Rangers : Sauvetage éclair et Power Rangers : Sauvetage éclair avec Power Rangers : La Force du temps) alors que la série L'autre galaxie se déroule dans un futur indéterminé, et La Force du temps se déroule dans le présent du téléspectateur.
- Certains auteurs imaginent des scénarios possibles, comme c'est le cas pour Star Wars Vector, une histoire en 4 parties se déroulant sur toute la durée de la saga là où Celeste Morne, une jedi vivant au temps des Guerres mandaloriennes plusieurs années avant la guerre des clones, est le personnage vecteur de la série en rencontrant à travers le temps des héros comme Luke Skywalker ou encore Cade Skywalker.
- Elles doivent se dérouler dans des univers compatibles : en la matière, les rencontres entre personnages de Marvel Comics et de DC Comics sont là aussi des licences artistiques, ne serait-ce que parce qu'Atlantide a un roi différent dans les deux univers.
  - Cas particulier d'incompatibilité, il y aurait une incohérence à faire se rencontrer différents personnages si un précédent épisode avait statué qu'un personnage est fictif dans l'univers de l'autre. Là encore, cette contrainte peut être levée pour des séries se basant sur l'absurde. Bart Simpson apparaît dans l'épisode Cartoon Wars II de la série South Park alors qu'on voyait dans Les Simpson l'ont déjà fait que Les Simpson est une série qui existe dans l'univers de South Park.
  - Pour cette raison, il arrive qu'un crossover soit ensuite considéré comme « hors continuité » : les événements ne font pas partie de l'histoire officielle des personnages, ou mieux, le crossover s'est déroulé dans un univers parallèle (DC et Marvel: Superman, Batman, Wonder Woman, Hulk, Spider-Man et X-Men), dans leurs versions apparaissant dans le plus grand nombre de bandes dessinées, résident dans deux univers différents ; le crossover a lieu dans un troisième univers[2].

Les crossovers entre personnages appartenant au même éditeur sont fréquents, les crossovers entre personnages d'éditeurs différents ont parfois lieu, notamment dans les comics, mais ils sont rares à cause des problèmes de droits d'auteur et de continuité.

## Bande dessinée

### Bande dessinée franco-belge
- Dans Astérix le gaulois de René Goscinny et Uderzo, on ne trouve pas de crossover à proprement parler, mais quelques clins d'œil.
  - En 1964, dans Le Combat des chefs, Le "Marsupilamix", alias le Marsupilami d'André Franquin, apparaît comme animal fabuleux présenté à la fête foraine.
  - En 1965, dans Astérix chez les Bretons, Uderzo dessine Achille Talon de Greg en légionnaire romain après la bataille, allongé au sol, le nez rougi, prononçant son habituel « hop ! » (page 14).
  - En 1979, dans Astérix chez les Belges, Goscinny et Uderzo rendent hommage à Hergé en représentant les Dupondt, célèbres détectives des Aventures de Tintin, annonçant l'arrivée de Jules César, selon leur habitude : « Jules César est arrivé en Belgique — Je dirais même plus : Cules Jésar est arrivé en Gelbique. » dans des bulles typiquement ligne claire (page 31).
  - En 1981, dans L'Odyssée d'Astérix, il est possible de reconnaître le Monstre de Frankenstein, d'après le roman de Mary Shelley, parmi les membres de l'équipage pirates.
  - En 1987, dans Astérix chez Rahàzade, le Gourou Kiwoàlàh déclare à l'imitation de son cousin Iznogoud, qu'il veut devenir Rajah à la place du Rajah. Allusion à Iznogoud le Grand Vizir de Jean Tabary et Goscinny. Le clin d'œil est hors continuité, car les aventures d'Iznogoud se déroulent plusieurs siècles après celles d'Astérix. Il s'agit plutôt d'une violation du quatrième mur, le terme "cousin" se référant au fait que les deux séries sont des créations de Goscinny.
- Dans l'album Ricky chez les ricains de Frank Margerin, lors d'une soirée costumée, on trouve des personnages portant les costumes des Quatre Fantastiques. Mais celui déguisé en Mr Fantastique est effectivement capable d'allonger son bras.
- Dans l'album La Piste des maudits de Blueberry, les héros des Tuniques bleues apparaissent brièvement. Égaux à eux-mêmes, ils se montrent tout à fait incapables de contrarier les plans de Blueberry[3].
- Dans Spirou et Fantasio
  - Gaston Lagaffe apparaît dans quelques albums de Spirou et Fantasio, qui eux-mêmes apparaissent dans ses premiers albums (surtout Fantasio). On peut en fait parler d'univers partagé.
  - Dans l'album Tora Torapa, le dessinateur réussit un clin d'œil à deux séries en une seule case : à l'aéroport, on voit Natacha tenant la main de Benoît Brisefer.
- Dans la série Benoit Brisefer, de Peyo et Walthéry, Aimé De Mesmaeker, personnage récurrent de la série Gaston de Franquin qui échoue systématiquement à signer des contrats avec les éditions Dupuis, fait une apparition dans l'album Tonton Placide. On l'y voit furieux après qu'il a été contraint, comme la plupart des voyageurs du train à bord duquel il se trouvait, de jeter sa valise contenant les contrats signés par la fenêtre, sous l'emprise d'une drogue absorbée à son insu.

#### Chez Seron
- Les Petits Hommes
  - Exemple de clin d'œil à fortes conséquences alors même qu'il n'est qu'une allusion : dans l'album Les Ronces du Samouraï, le docteur Hondegger boit un élixir qui lui a été fourni par un collègue dont il ne se rappelle plus exactement le nom. Mais le lecteur qui connaît également Spirou comprend qu'il s'agit du X4 du comte de Champignac.
  - En 1985, Pierre Seron et Gos (Roland Goossens) travaillent tous deux pour le Journal de Spirou où ils publient respectivement Les Petits Hommes et Le Scrameustache. Ils travaillent ensemble au scénario d'une histoire qui sera dessinée par chacun en présentant deux points de vue différents. Dans le numéro 2468, paraissent les premières planches des Kromoks en folie. Ce n'est que la semaine suivante que parait la même histoire avec les planches du Pickpocket. Ainsi de semaine en semaine les lecteurs de Spirou découvrent avec une semaine de décalage la même aventure sous deux angles de narration différents. Les Galaxiens sont aux prises avec les Kromoks pour la possession d'un transmutateur et les Petits Hommes aident le Scrameustache et les Galaxiens à libérer Khéna et à récupérer le transmutateur. L'histoire des Kromoks en folie se termine avec le no 2471 et celle du Pickpocket avec le no 2472[4].

Le Pickpocket parait en album sous le no 18 de la série des Petits Hommes en 1985 aux Éditions Dupuis. Les Petits hommes, à leur habitude, font des allusions qui montrent qu'ils sont conscients de se trouver dans une bande dessinée, mais qu'aucune de ces allusions n'a lieu dans les cases du Scrameustache.
Les Kromoks en folie parait en album sous le no 14 de la série du Scrameustache également en 1985 aux Éditions Dupuis.
- - En 1988, Pierre Seron publie dans le Journal de Spirou, du no 2618 au no 2628, une histoire regroupant les personnages de ses deux séries, les Petits Hommes et les Centaures, dans une histoire appelée « Uwélématibukaliné »[5]. Cette histoire est parue en album sous le titre Le Volcan d'or, dans la série des Petits Hommes.
  - En 1989, Seron a recroisé à nouveau ces deux séries dans l'histoire Kelvinhathor III parue directement en album, cette fois-ci dans la série des Centaures.
  - En 1991 dans l'album Les Évadés, les Petits Hommes rencontrent les Schtroumpfs[6]. Cette rencontre est un peu étonnante chronologiquement : les Petits Hommes vivent au XXe siècle, les Schtroumpfs connus vivent au Moyen Âge. Il est étonnant de retrouver le Grand Schtroumpf et le Schtroumpf Farceur n'ayant pas du tout changé à l'époque des Petits Hommes, sachant que le Grand Schtroumpf a environ 500 ans dans la série Les Schtroumpfs.
  - En 2001, Pierre Seron publie dans le Journal de Spirou, du no 3292 au no 3303, une histoire des Petits Hommes appelée « Miss Persil ». Pendant quelques pages on trouve les personnages de Cédric, série de Raoul Cauvin (scénariste) et Laudec (Antonio de Luca, dessinateur), publié aussi dans le Journal de Spirou.

Aurore, qui vient de sortir d’un long coma avec un âge mental de cinq ans, doit aller, accompagnée de Renaud et ses parents, dans une école du monde des grands hommes. Aurore se retrouve dans l'école de Cédric, et Cauvin prête à Seron les personnages de Cédric, ses camarades, et son institutrice. Dans les scènes où les personnages de Cédric sont entre eux ou presque, le style de dessin devient celui de Laudec dans Cédric.
Miss Persil parait en album sous le no 38 de la série Les Petits Hommes en 2001 aux Éditions Dupuis.

#### Autres
Dans un numéro du journal Tintin des années 1960, les personnages de la série Michel Vaillant (de Jean Graton) et ceux de la série Jari (de Raymond Reding) se croisent lors d'un événement sportif. Le tour de force est ici que le croisement se produit dans le même numéro de l'hebdomadaire et dans les deux séries en même temps. Les deux bandes dessinées étant de type réaliste, ce croisement se fait sans rupture de style dans aucune des deux séries.

### Comics
Les crossovers dans les comics sont courants. Ils peuvent être un récit commun avec au moins deux personnages publiés séparément par le même éditeur. L'histoire peut se dérouler en alternance sur plusieurs numéros des comics de ces personnages ; le début de l'histoire commençant dans une série et s'achevant dans une autre. Il est aussi courant que des crossovers impliquant de nombreuses séries soient proposés. Ainsi Marvel Comics propose régulièrement des histoires qui se développent dans une dizaine de comics et ce sur plusieurs mois d'affilée. Une variante de cela est l'histoire qui a son titre attitré mais qui trouve ses prolongements dans d'autres séries (ex. Flashpoint).
Le crossover peut aussi être un récit commun avec au moins deux personnages appartenant à des éditeurs différents. Le premier crossover date de 1975 quand DC Comics et Marvel publient conjointement une adaptation du Magicien d'Oz. L'année d'après elles publient une aventure mettant en présence Superman, Batman, Wonder Woman, Hulk, Spider-Man et X-Men. Ce type de rencontres se renouvellera souvent par la suite.

#### Exemples decrossovers
- Crisis on Infinite Earths (personnages DC Comics)
- Doomsday Clock (personnages DC et Watchmen)
- Futurama Simpsons infinitely secret crossover crisis
- JLA/Avengers (personnages Marvel Comics et DC Comics)
- Ultimate Six (personnages Ultimate Marvel)
- Unlimited access (personnages Marvel Comics et DC Comics)
- Witchblade/Wolverine (personnages Top Cow et Marvel Comics)
- Spawn - Batman (personnages Image Comics et DC Comics)
- Lady Death/Vampirella (personnages Chaos! Comics)
- Samandhal Rey de Sigil est le leader des Original Five, groupe constitué de divers héros de l'univers Crossgen.
- The Darkness est apparu dans des histoires de Hulk, Tomb Raider, Witchblade, Predator, Aliens, Painkiller Jane ou encore Batman.
- "The Ren & Stimpy Show" et "The Amazing Spider-Man" ("Clash of Titans: Break-fest of Chumpions")
- "Rugrats" et "Rocket Power" ("Power Play")
- "The Fairly OddParents" et "The Adventures of Jimmy Neutron, Boy Genius" ("Science vs. Magic", "Dimension Intervention", "Career Day!", "Cower Hour!")
- "The Fairly OddParents", "Danny Phantom", "T.U.F.F. Puppy", et "Bunsen is a Beast" ("The Fairly Odd Phantom")

### Manga et Anime
- Tsubasa Reservoir Chronicle (présence de Card Captor Sakura, xxxHOLiC, X, RG Veda, Chobits, Clover, Magic Knight Rayearth, Angelic Layer, CLAMP Gakuen Tanteidan (en), Miyuki-chan in Wonderland, Shin Shunkaden, 20 Mensou ni Onegai!, Gakuen Tokkei Duklyon, Suki, Dakara Suki, Tokyo Babylon, Kobato et Gate 7)
- Cross Epoch, crossover entre One Piece et Dragon Ball.
- Docteur Slump et Dragon Ball avec Dragon Ball Super
- Il existe un crossover entre Gintama et Sket Dance nommé Gintama X Sket Dance.
- Le 1er et le 51e épisodes de Toriko sont des crossovers avec One Piece (en tant que 492e et 542e épisodes pour celui-ci).
- Un crossover de One Piece, Toriko et Dragon Ball est sorti le 7 avril 2013. (Dream 9 Toriko & One Piece & Dragon Ball Z Chō Collaboration Special!!)
- On retrouve dans les différentes œuvres de CLAMP (Tsubasa -RESERVoir CHRoNiCLE-, xxxHOLiC, X, Dukalyon, Clamp School Detectives, Le Voleur aux cent visages et Clamp in Wonderland (en)) des personnages issus des autres mangas.
- Mazinger Z vs Devilman (en)
- Great Mazinger vs Getter Robo (en)
- Great Mazinger vs Getter Robot G (en)
- UFO Robot Grendizer vs Great Mazinger (en)
- Conan contre Kid contre Yaiba
- Conan vs artemis fowl
- Lupin III vs Détective Conan
- Pretty Cure All Stars (en) DX, Pretty Cure All Stars DX2, Pretty Cure All Stars DX3, Pretty Cure All Stars New Stage
- On retrouve Ferris et Ryner de Densetsu no Yuusha no Densetsu (en) à la fin de l'OAV de Itsuka Tenma no Kuro Usagi (en)
- Isekai Quartet
- Dans Nicky Larson Private Eyes, les sœurs Chamade qui sont les vraies propriétaires du Cat's Eyes qui sont une connaissance de Falcon et Miki.
- Lupin III vs Détective Conan, le film
- Take Moon
- Clamp in Wonderland (en)
- Clamp School Detectives
- Cyborg 009 VS Devilman (en)
- Digimon Fusion (présence des anciens digisauveurs)
- Dynamic Heroes (en)
- Giant Robo: The Day the Earth Stood Still (en)
- Great Mazinger vs. Getter Robo (en)
- Great Mazinger vs. Getter Robo G: Kuchu Daigekitotsu (en)
- Grendizer, Getter Robo G, Great Mazinger: Kessen! Daikaijuu (en)
- HUGtto! Pretty Cure Futari wa Pretty Cure: All Stars Memories
- Inazuman (en)
- Infini-T Force (en)
- Kaginado (en)
- Kamen Rider Den-O + Shin-O (en)
- Kerberos & Tachiguishi (en)
- Kilala Princess (en)
- Macross FB 7: Ore no Uta o Kike! (en)
- Mazinger Z vs. Devilman (en)
- Neko Majin
- Osamu Tezuka's Star System (en)
- Pretty Cure All Stars (en)
- Pretty Cure Dream Stars! (en)
- Undersea Super Train: Marine Express (en)
- X (manga)
- xxxHOLiC
- Yu-Gi-Oh! Arc-V (présence des anciens duelistes)
- Yu-Gi-Oh! Réunis au-delà du temps (présence des anciens duelistes)
- "Higurashi no naku koro ni" et "Umineko no naku koro ni" dans "Umineko no Naku Koro ni EpisodeX Rokkenjima of Higurashi crying"
- "Mahō no Tenshi Creamy Mami VS Mahō no Princess Minky Momo gekijō no daikessen" avec "Gigi (série télévisée d'animation)" et "Creamy, merveilleuse Creamy"
- "Adesugata Mahou no Sannin Musume" avec "Creamy, merveilleuse Creamy" , "Emi magique" , "Vanessa ou la magie des rêves" et "Susy aux fleurs magiques"
- Lupin III VS Cat's Eye
- "Shin-chan" avec "Kamen Rider Fourze", "Crayon Shin-chan: Fierceness That Invites Storm! Me and the Space Princess", "Godzilla" et Hello Kitty.

## Jeux vidéo
- Namco x Capcom
- Marvel vs. Capcom
- SNK vs. Capcom (en)
- Aggressors of Dark Kombat (présence de Fuuma de World Heroes, personnage de SNK)
- Art of Fighting 2 (présence de Geese Howard de Fatal Fury, personnage de SNK)
- série The King of Fighters (personnages de SNK)
- NeoGeo Battle Coliseum (personnages de SNK Playmore)
- Dans Metal Slug , opus 6 et 7, puis XX, apparaissent Ralf Jones et Clark Still des jeux Ikari Warriors et King of Fighters. Leona Heidern de "The King of Fighters '96", elle, apparaît dans le Metal Slug XX via DLC (personnages de SNK Playmore)
- série Super Smash Bros (personnages des séries Nintendo)
- série Kingdom Hearts (personnages de Square Enix et Disney)
- Jump Super Star (ainsi que Jump Ultimate Stars, personnages de Manga)
- Soul Calibur (présence de Yoshimitsu, de Spawn, de Heihachi, de Link, de Kratos, de Lloyd Irving, de Ezio Auditore, de Starkiller, de Yoda et de Dark Vador, personnages de Image Comics, Nintendo, Namco, Santa Monica Studio, Ubisoft et LucasArts)
- Mortal Kombat vs. DC Universe (personnages de Midway Games et DC Comics)
- Mortal Kombat (présence de Kratos et de Freddy Krueger, personnages de Santa Monica Studio et de New Line)
- Wario Blast : Featuring Bomberman! (personnages de Nintendo et Hudson Soft)
- série Mario et Sonic aux Jeux olympiques (personnages de Nintendo et Sega)
- Naruto Shippūden: Ultimate Ninja Storm 2 (présence de Lars Alexandersson, personnage de Namco)
- Dead or Alive 5 (présence de Akira Yuki, Pai Chan, Jacky Bryant, Sarah Bryant, personnages de Sega)
- Street Fighter X Tekken et Tekken X Street Fighter avec la présence de Pacman et de Bad Box Art Mega Man de "Mega Man ZX Advent" (personnages de Capcom et Namco), (mais aussi présence de Toro et Kuro de "Doko Demo Issyo (en)" et de Cole Macgrath de "inFamous", personnages de Sony Computer Entertainment)
- PlayStation Move Heroes (personnages des séries de jeux Ratchet and Clank, Jak and Daxter et Sly Cooper)
- PlayStation All-Stars Battle Royale
- J-Stars Victory VS (personnages de Manga, plus précisément du magazine Weekly Shōnen Jump)
- Professeur Layton vs. Phoenix Wright : Ace Attorney Capcom a décidé de mettre l'univers de Layton à la rencontre du célèbre Phoenix Wright.
- Mortal Kombat X (présence de Jason Voorhees, de Leatherface, de l'extraterrestre Alien et de Predator, personnages de Lions Gate Film, New Line et 20th Century Fox)
- Paper Mario  et  Mario & Luigi  ont été mis ensemble pour sauver Paper Peach et peach de Paper Bowser et Bowser.
- Injustice 2 (Présence de  Hellboy ,  Les Tortues Ninja , Raiden et Sub-Zero de  Mortal Kombat )
- Fire Emblem Warriors Techmo Koei et Nintendo ont décidé de mélanger le monde Fire Emblem et Dynasty Warrior en faisant les mêmes méthodes de combat.
- Sega All Stars, une série de jeux crossover mettant en vedette les personnages fictifs de sega. La franchise en compte quatre.
- Toon Cup avec Teen Titans Go! (série télévisée d'animation) sauf changelin , Gumball Watterson de "Le Monde incroyable de Gumball" , Craig et Kelsey de "Craig de la crique" , Les Supers Nanas , Finn , Jake et Princess Bubblegum de "Adventure Time" , Ben Tennyson de "Ben 10" , "Pomme & Oignon" , Wonder Woman de "DC Super Hero Girls (série télévisée d'animation, 2019)".
- Lego Dimensions avec Batman , Gandalf et Cool-Tag avec la rencontre de "L'Agence tous risques" , "Adventure Time" , "Retour vers le futur" , "Beetlejuice", "DC Comics" , "Doctor Who" , "E.T., l'extra-terrestre" , "Les Animaux fantastiques (film)" , "SOS Fantômes" , "SOS Fantômes (film, 2016)" , "Les Goonies" , "Gremlins" , "Harry Potter" , "Jurassic World" , "K 2000" , "Lego Legends of Chima" , Lego City , "Lego Batman, le film" , "La Grande Aventure Lego" , "Le Seigneur des anneaux (série de films)" , "Midway Arcade Treasures" , "Mission impossible" , "Ninjago" , "Portal 2" , "Les Supers Nanas" , "Scooby-Doo" , "Les Simpsons" , "Sonic" , "Teen Titans Go! (série télévisée d'animation)" et "Le Magicien d'Oz". À noter il y a des caméos comme "HAL 9000" de ""2001, l'Odyssée de l'espace"" , S.T.A.R. Labs (en) de "Flash" , Bedrock de "Les Pierrafeu" , la famille de "Les Jetson" , DNA ship de "Red Dwarf".
- Disney Infinity avec les licences Marvel et Disney.
- Tekken 3 il y a la présence de Gon.
- Wacky Worlds Creativity Studio il y a un croisement entre Sonic, Tails, Ecco et ToeJam and Earl.
- Mario + The Lapins Crétins: Kingdom Battle, Mario rencontre les Lapins Crétins.
- Mario vs. Donkey Kong, Mario est face à Donkey Kong.
- WWE 2K19, présence des personnages de Univers cinématographique Marvel et DC Comics.
- Jump Force avec Naruto, Dragon Ball Z, One Piece, Black Clover, Bleach, City Hunter, Dragon Quest : La Quête de Daï, JoJo's Bizarre Adventure, Ken le Survivant, Kenshin le vagabond, Hunter × Hunter, My Hero Academia, Saint Seiya, Yu-Gi-Oh! et Yū Yū Hakusho.
- Crash Team Racing: Nitro-Fueled avec la présence de Spyro, Chasseur et Gnasty Gnorc, ils sont jouables dans le jeu et sont à déverrouiller à l’arrêt au stand, Sparx est également utilisé en tant que masque protecteur.
- Mortal Kombat 11 avec la présence de Joker, Spawn, Terminator T-800, RoboCop et Rambo.
- Teenage Mutant Ninja Turtles X Justice League
- List of crossovers in video games (en)
- Fortnite, présence de personnages de différents univers se réunissant dans ce jeu.
- MultiVersus, avec les personnages de Warner Bros., DC Comics et Cartoon Network.
- Nickelodeon 3D Movie Maker, Nicktoons Racing, Nicktoons Nick Tunes, Nickelodeon Party Blast, Rugrats Go Wild, Toon Twister 3-D, Nicktoons Basketball, Nicktoons Snap Shot, Nicktoons: Freeze Frame Frenzy, Nicktoons: Nick All Stars, Nicktoons Movin', Nicktoons Unite!, Nicktoons Winners Cup Racing, Nicktoons: Battle for Volcano Island, Nicktoons Summer Camp, Nicktoons Minigolf, Nicktoons: Attack of the Toybots, Nicktoons: Android Invasion, Nicktoons Nitro, SpongeBob SquarePants featuring Nicktoons: Globs of Doom, Nickelodeon Dance, Nickelodeon Fit, Dora & Kai-Lan's Pet Shelter, Team Umizoomi & Dora's Fantastic Flight, Nickelodeon Dance 2, SpongeBob SquarePants and the Nicktoons: Gravjet Racing, Nicktoons MLB, Nick Wacky Racers 3D, Nickelodeon All-Star Tennis, Nickelodeon SlimeZone, Nickelodeon Kart Racers, Super Brawl Universe, Pixel Town, SMITE, Nick Football Champions, SpongeBob SquarePants Premium Level Kit, Nickelodeon Kart Racers 2: Grand Prix, Brawlhalla, Madden NFL 21 X SpongeBob, Nickelodeon All-Star Brawl, Hot Wheels Unleashed SpongeBob Racing Season, Nickelodeon Extreme Tennis, Nickverse, Minecraft (avec "SpongeBob SquarePants", "Avatar: The Last Airbender" et "The Legend of Korra"), 	Nickelodeon Kart Racers 3: Slime Speedway, Fall Guys x SpongeBob Bikini Bottom Bash, SpongeBob x PowerWash Simulator. Ces jeux sont des crossovers des Nickelodeons.
- Iron Man and X-O Manowar in Heavy Metal.

## Séries télévisées
Le crossover, dans les séries télévisées, consiste à inviter dans une série un ou plusieurs personnages d'une autre.
- Magnum et Simon et Simon (saison 3 épisode "Le dieu poison") les frères Simon enquêtent avec Magnum - Dans "Simon et Simon" (saison 2 épisode "La Fille aux émeraudes"), Magnum et Higgins aident les frères Simon - (La Fille aux émeraudes) est la suite de l'épisode (Le Dieu poison) - Dans les coffrets DVD de Magnum, cet épisode ne s'y trouve pas.
- Hooker (saison 2 episode 20 « Une affaire de famille ») le colonel Roderick Decker L'l'Agence tous risques intervient auprés de Hooker lors d'une prise d'otage.
- Magnum et Arabesque.
- Ally McBeal et The Practice : Bobby Donnell et Associés (épisodes "Branle-bas de combat" de "Ally", et "Les mains sales" de "The Practice")
- Preuve à Vegas 1 et 2 (What Happens in Vegas Dies in Boston et Two of a Kind) crossover entre Preuve à l'appui et Las Vegas.
- Le Caméléon et Profiler (2 fois).
- X-Files et Millennium dans l'épisode 7.04 d’X Files intitulé Millennium, où les agents Mulder et Scully enquêtent aux côtés de Franck Black sur le groupe Millenium.
- Les Condamnées et Femmes de footballeurs a eu un crossover. En effet, le personnage de Tanya Turner de femmes de footballeurs incarnée par Zöe Lucker, est apparue dans Bad Girls : Les condamnées durant trois épisodes de la Saison 6.
- Buffy contre les vampires et Angel ont eu de nombreux crossovers, concernant des personnages, mais aussi des scènes communes influençant le déroulement des scénarios de chaque série. À l'origine, Angel est un spin-off de Buffy.
- Hercule et Xena, la guerrière ont eu quatre crossovers, avec des scènes influençant sur le déroulement des scénarios. Xena, la guerrière est un spin-off d'Hercule.
- New York, police judiciaire [9]
  - avec Homicide (3 fois)
  - avec New York, unité spéciale (2 fois)
  - avec New York, cour de justice (1 fois)
- New York, unité spéciale avec New York, cour de justice dans l'épisode 6.20 Les ténèbres - 1re Partie (dans New York, unité spéciale) et l'épisode 1.11 La lumière - 2e Partie (dans New York Cour de Justice)
- Urgences : dans l'épisode Brothers & Sisters. Susan va chercher sa nièce Suzie à New-York où elle se fait aider par les policiers de New York 911, Faith et Bosco.
- Le Flic de Shanghaï : Sammo Law (série diffusée sur M6) est réuni aux côtés de Cordell Walker, héros de la série Walker, Texas Ranger (diffusé sur TF1), pour un épisode dont la suite se trouve dans la série Walker Texas Rangers. Sammo Law s'est aussi invité dans un épisode de Demain à la une
- Avocats et Associés et PJ (2007), mettant en scène les démêlés de Gladys Dupré et de Chloé Mathieu. Qualifié par certains médias de premier crossover français[10].
- Melrose Place, crossover avec Beverly Hills 90210
- Life Unexpected (épisode 5 de la saison 2), crossover avec Les Frères Scott : Haley et Mia viennent à Portland pour participer à un festival de musique sponsorisé par la station de radio de Cate et Ryan.
- New York 911 (saison 6, épisode 16), crossover avec l'épisode 1x17 de NIH : Alertes médicales.
- Friends met en scène un personnage appelé Phoebe Buffay, interprété par l'actrice Lisa Kudrow, qui joue également Ursula dans Dingue de toi. Les deux personnages étant interprétés par la même actrice, les producteurs de Friends ont imaginé un lien de parenté les unissant (elles sont sœurs jumelles) et font intervenir Ursula dans certains épisodes de Friends (les effets spéciaux rendant possibles les scènes où les jumelles, toutes deux jouées par la même actrice, sont réunies).
- Dingue de toi, le personnage principal, Paul Buchman, est propriétaire des appartements de Jerry Seinfeld et Kosmo Kramer, de la série Seinfeld. Un épisode met en scène les personnages.
- Caroline in the City (1995), apparition dans un épisode de Chandler Bing (joué par Matthew Perry), de la série Friends.
- Les séries Les Experts donnent lieu à plusieurs crossover entre elles, ainsi qu'avec d'autres séries.
  - Les Experts (2004), avec l'épisode Poursuite à Manhattan (MIA/NYC - NonStop).
  - Les trois séries de la franchise Les Experts ont donné lieu à un triple crossover diffusé en novembre 2009 aux États-Unis. Tout commence avec le 7e épisode de la saison 8 des Experts : Miami, intitulé Les Disparues de Miami (Bone Voyage), où le personnage de Ray Langston (incarné par Laurence Fishburne dans Les Experts) vient en Floride collaborer avec l'équipe de Horatio Caine (David Caruso). Langston part ensuite à New York pour continuer l'enquête avec l'équipe de Mac Taylor (Gary Sinise) dans le 7e épisode de la saison 6 des Experts : Manhattan, Les Passagères de New York (Hammer Down). Langston termine enfin l'enquête à Las Vegas avec sa propre équipe, dans le 7e épisode de la saison 10 des Experts, Les Innocentes de Las Vegas (The Lost Girls).
  - Les Experts / CSI, dans l'épisode Six ans de recherche (Who and what), Jack Malone (FBI : Portés disparus / Without a trace) collabore avec Gil Grissom et son équipe sur une disparition suivie d'une série de meurtres ayant eu lieu dans le secteur de Las Vegas. Cet épisode constitue la 1re partie de l'enquête qui s'achèvera dans la série FBI : Portés disparus dans un crossover inversé.
  - FBI : Portés disparus / Without a trace, dans l'épisode Après six ans de recherche (Where and why) c'est maintenant Gil Grissom qui intervient dans l'univers de Jack Malone afin de résoudre l'enquête débutée dans la 1re partie.
- La Vie de palace de Zack et Cody (saison2) met en scène les membres du Tipton, Hannah Montana et Raven Baxter (Phénomène Raven).
- La franchise NCIS donne lieu à plusieurs crossovers :
  - NCIS : Enquêtes spéciales et JAG (dont NCIS est là aussi une série dérivée), les personnages principaux de NCIS faisant leur apparition dans les épisodes 20 (La dame de glace) et 21 (L'homme de l'ombre) de la saison 8 de JAG, et certains personnages de cette dernière faisant des apparitions dans certains épisodes de NCIS.
  - NCIS : Los Angeles et NCIS : Enquêtes spéciales, Abigail Sciuto, personnage de NCIS : Enquêtes spéciales est présente dans l'épisode 9 de la saison 1 de NCIS : Los Angeles.
- Grey's Anatomy : dans l'épisode 15 de la cinquième saison "Before and After", Addison, Sam et Naomie de la série Private Practice viennent au Seattle Grace car le frère d'Addison, Archer a besoin des soins de Derek.
- Doctor Who / Torchwood / The Sarah Jane Adventures / Class : apparition du Capitaine Jack Harkness dans Utopia, Que Tapent Les Tambours et Le Dernier Seigneur Du Temps (saison 3, épisodes 11, 12 et 13). Apparition de l'équipe Torchwood de la série Torchwood dans l'épisode La Terre Volée et La Fin Du Voyage de Doctor Who (saison 4, épisodes 12 et 13). À l'origine, Torchwood est une spin-off de Doctor Who. Le Docteur apparait dans plusieurs épisodes de la série The Sarah Jane Adventures, The Wedding Of Sarah Jane Smith (Saison 3 épisode 5 et 6) et Death Of The Doctor (Saison 4 épisode 5 et 6). The Sarah Jane Adventures est un spin-off de Doctor Who. Le Docteur apparait aussi dans l'épisode For Tonight We Might Die (saison 1 épisode 1) du spin off Class.
- Steve Urkel, de La Vie de famille est apparu dans d'autres séries. Dans un épisode de La Fête à la maison, il participe à un concours de sciences à Los Angeles où vit une de ses cousines et vient en aide à Stéphanie Tanner qui accepte mal le fait de porter des lunettes. Une autre fois encore, à la fin d'un des épisodes de la saison 3 de La Vie de Famille, Steve s'envole avec son jet propulseur en détruisant le toit de la maison des Winslow, dans l'Illinois, et va s'écraser, au début du second épisode de Notre belle famille, sur le terrain des Lambert-Foster, dans le Wisconsin. Steve en profite pour dépanner Mark Foster, et il ouvre les yeux d'Al Lambert sur la véritable nature de son petit-ami. Il fait aussi une apparition de quelques secondes dans un épisode de Meego.
- Ricky ou la Belle Vie (épisode L'Ordinateur, saison 1), Ricky Stratton rencontre Arnold Jackson de la série Arnold et Willy et ils piratent un ordinateur militaire et accèdent à des plans top secrets. Comprenant qu'ils peuvent avoir des ennuis judiciaires, ils décident de s'enfuir de chez eux pour ne pas être punis.
- Cousin Skeeter (épisodes 11 et 12, saison 2), Skeeter, Nina et Bobby rencontrent Kenan et Kel de la série éponyme Kenan et Kel.
- Power Rangers dans l'espace et Les Tortues Ninja, la nouvelle génération dans l'épisode 4 de Power Rangers dans l'espace : Des tortues dans l'espace.
- Johnny Bravo et Scooby-Doo dans l'épisode Bravo Dooby-Doo : la voiture de Johnny tombe en panne alors qu'il rend visite à une de ses tantes et il croise la Mystery Machine. Le Scooby Gang et Johnny se dirigent vers un sinistre manoir où habite la tante Jebedissa.
- Scooby-Doo et Batman & Robin dans l'épisode Scooby-Doo rencontre Batman et Robin : le Scooby Gang, ainsi que Batman et Robin mènent l'enquête afin de savoir qui se cache derrière le trafic concernant l'argent. Les pistes les mènent au Joker et au Pingouin ainsi que vers un mystérieux personnage.
- Scooby-Doo et La Famille Addams dans l'épisode Scooby-Doo rencontre la famille Addams : Le Scooby-Gang arrive dans la demeure de la famille Addams.
- Lilo et Stitch donne lieu à quatre crossovers avec d'autres personnages de séries animées Disney :
  - Dans l'épisode 2.09, Lilo rencontre Kim Possible et d'autres personnages de la série éponyme dans un épisode intitulé Lilo rencontre Kim Possible. Dans cet épisode, Stitch est enlevée par le Dr Drakken et Pikly fait appel à Kim Possible pour sauver Stitch.
  - Lilo rencontre également la famille de la série Cool Attitude (Proud Family) dans l'épisode Spats (2.10).
  - Les héros de La Cour de récré rencontrent Lilo et Stitch dans l'épisode Lax (2.19). Ce jour-là, ils accompagnent Gretchen qui part à Hawaii et sont attaqués par l'expérience 285 (Lax).
  - Quelques personnes d'American Dragon: Jake Long apparaissent dans l'épisode Morpholoméo : Expérience 316 (2.25). Dans cet épisode, Jake Long dispute une compétition de skateboard et Lilo se joint à lui mais l'expérience 316 Morpholemew transforme Lilo en Keoni puis en Jake.
- Totally Spies! et Martin Mystère dans l'épisode 14 de la saison 5 de Totally Spies!: Totally Mystère !
- La franchise Stargate donne lieu à plusieurs crossovers :
  - Dans la série Stargate Atlantis, le colonel Carter, le docteur Weir, le docteur McKay, le docteur Jackson, Teal'c, général O'Neill et le major Lorne de Stargate SG-1 apparaissent dans Stargate Atlantis. Cette série est un spin-off de Stargate SG-1 et Weir et McKay y tiennent des rôles principaux.
  - Dans la série Stargate SG-1, la cité d'Atlantis apparaît dans l'épisode 10x03, le colonel Sheppard (personnage de SGA) apparaît le temps d'une scène. Le général Landry apparaît plusieurs fois dans Stargate Atlantis quand une intrigue de la série concerne la Terre.
  - Dans la série Stargate Universe (spin-off de La série Stargate SG-1 et Stargate Atlantis), Daniel Jackson est apparu sous forme de caméo (son documentaire présentant le projet Porte des Étoiles), puis en chair et en os dans de nombreux d'épisodes. Le Général Jack O'Neill qui est aussi présent dans plusieurs épisodes et le Colonel Samantha Carter commandant du George Hammond. Au cours de la saison 2, un crossover entre la série Stargate Atlantis et Stargate Universe a lieu avec la présence de Rodney McKay.
  - Les séries se font de nombreuses fois référence l'une aux autres, la trame scénaristique de l'une agissant sur les autres. Notons aussi des apparitions de personnages mineurs (scientifiques, soldats, civils) d'une série à une autre.
- La famille fou rire, épisode spécial nouvel an tiré des sitcoms AB, Salut Les Musclés, Premiers Baisers, Hélène et les Garçons et le Miel et les Abeilles.
- Eureka / Warehouse 13  / Alphas : Warehouse 13 (épisode 13.1) : Douglas Fargo de Global Dynamics, (Eureka), est envoyé à l'entrepôt pour aider à mettre à jour le système informatique. Mais cela va réveiller une sortie de virus qui va enfermer l'équipe dans l'entrepôt. Cet épisode est intitulé "13.1" . Eureka (épisode Crossing Over): Claudia Donovan de Warehouse 13 se rend à Eureka pour découvrir certaines technologies. Elle va en voir plus que prévu, certains objets commençant à apparaître en ville. Avec le Shérif Carter et Fargo, Claudia va tenter de résoudre ce mystère qui a des conséquences mortelles…  Ensuite, Douglas Fargo réapparaît dans un autre épisode de Warehouse 13 (épisode Don't Hate the Player). Un petit crossover a lieu également entre Warehouse 13 et la série Alphas. En effet, le personnage du Docteur Vanessa Calder de Warehouse 13 joue dans l'épisode 5 de la saison 1 d'Alphas (épisode Never Let Me Go).
- Le personnage principal de La Philo selon Philippe, ainsi que le personnage d'Émilie Soustal, reviennent dans la série Les Mystères de l'amour issu d'Hélène et les Garçons.
- iCarly / Victorious : iCarly (Saison 4 Épisode 10 : iParty with Victorious) : Carly (iCarly) découvre sur internet une photo de son petit ami Steven avec une fille nommée Tori Vega (Victorious). Sam pense que Steven trompe Carly. Toute la bande décide donc de se rendre à Los Angeles pour en avoir le cœur net. Carly, Sam, Freddie, Spencer et Gibby se retrouvent à une fête organisée par André Harris où sont invités les élèves de l'école Hollywood Arts.
- On trouve également de nombreux crossovers dans les Sentai ou dans les Power Rangers où des équipes d'une ou plusieurs séries précédentes s'unissent pour, dans la plupart des cas, affronter un ou plusieurs ennemis communs, par exemple des ennemis vaincus dans une saison précédente mais qui reviennent après, ou des ennemis issus d'ennemis de saisons précédentes qui, dans la plupart des cas, forment une alliance avec l'ennemi de l'équipe courante. Ils ont cependant d'autres opportunités de se rencontrer.
- Trois fantômes chez les Hathaway/Les Thunderman sont les premiers crossover de ses deux séries, quand un vilain appelé Green Ghoul s'échappe de la prison ou il est enfermé, les Preston, les Hathaways et les Thunderman font équipe afin d'arrêter le Green Ghoul.
- La série Bones et la série Sleepy Hollow font un crossover lors de l'épisode 5 de la saison 11 de Bones et lors de l'épisode 5 de la saison 3 de Sleepy Hollow.
- La série Bones et la série The Finder font un crossover lors de la saison 6 épisode 19 de Bones. Par la suite, les personnages de Bones, le Dr en psychologie Lance Sweets lors de l'épisode 2 et le Dr Jack Hodgins lors de l'épisode 6 font des apparitions dans la série The Finder.
- La série Bones et la série Rosewood font un crossover lors de la saison 2 épisode 9 de Rosewood.
- Danger & Thunder, premier crossover des séries Henry Danger et Les Thunderman, qui font équipe pour essayer de vaincre des super-vilains qui essaient de prendre le contrôle du monde.
- Crossovers entre les séries Joséphine, ange gardien et Camping paradis (épisodes Trois campeurs et un mariage et un ange gardien au camping).
- Crossovers entre Supernatural et Scooby-doo (Episode 16 saison 13 de Supernatural , Scoobynatural) : Les frères whinchester se retrouvent aspirés dans le dessin animé.
- Ace Ventura rencontre The Mask dans un dessin animé.
- Les Griffin a rencontré les Simpsons dans le premier épisode de la saison 13 de Familly Guy. L'épisode contient en plus des caméos de Roger de American Dad!, de Bob Belcher de Bob's Burgers et de Fred Pierrafeu des Pierrafeu[11].
- Jimmy Neutron rencontre Timmy dans Mes parrains sont magiques (Jimmy Timmy Power Hour, When Nerds Collide! et The Jerkinators!).
- Teen Titans Go! (série télévisée d'animation) rencontre Les Super Nanas (série télévisée d'animation, 2016) dans "TTG v PPG" , les "ThunderCats (série télévisée d'animation, 2011)" dans "Teen Titans Roar!" , Ben Tennyson de Ben 10 dans "Crossover Nexus" , les "Young Justice" dans "Let's Get Serious" , Beetlejuice dans "Ghost With the Most" , Batman , Newt Scamander de Harry Potter et les personnages du Le Magicien d'Oz dans "Team Building" et "Teen Titans Go! vs. Teen Titans" avec une rencontre entre le 2e version et 1re version et les "Tortues Ninja" dans "Truth, Justice and What?" , Scooby-Doo (série télévisée d'animation) dans "Cartoon Feud" , Freakazoid! dans "Huggbees" et DC Super Hero Girls dans "Superhero Feud" et "Space House".
- Dans Batman : L'Alliance des héros , il y a la rencontre du scooby gang de Scooby-Doo.
- Dans "Fantomatiquement vôtre, signé Scoubidou" , il y a la rencontre de Batman et Robin dans l'épisode "The Caped Crusader Caper".
- Dans "Scooby-Doo et Compagnie" une rencontre avec Batman , Wonder Woman et Barry Allen (Flash)
- Dans "Le Monde incroyable de Gumball" il y a Clarence (série télévisée d'animation), Regular Show et Oncle Grandpa dans l'épisode "L'Ennui".
- Dans "Oncle Grandpa", des personnages de Cartoon Network font une apparition dans l'épisode "Pizza Eve"
- Dans "OK K.O.! Let's Be Heroes", pratiquement tous les personnages de Cartoon Network font une apparition dans l'épisode "Crossover Nexus" d'où les personnages principaux sont OK K.O de "OK K.O.! Let's Be Heroes", Raven de "Teen Titans GO!", Garnet de "Steven Universe", Ben 10 de "Ben 10 (2016)", Captain Planet et Kwame de Capitaine Planète , Grimwood Girls de Scooby-Doo et l'École des sorcières, Sonic the Hedgehog et Miles "Tails" Prower de Sonic et Hero qui ressemble à Cloud Strife de Final Fantasy 7 dans RPG World.
- Dans "Duck Dodgers (série télévisée d'animation)", il y a des Green Lantern dans l'épisode La Lanterne verte (The Green Loontern en VO).
- Dans "Young Justice" , une rencontre des "Teen Titans Go! (série télévisée d'animation)" dans "Nightmare Monkeys".
- Les personnages et histoires de l'univers partagé Arrowverse (2012-présent), ce dernier étant lui-même partagé avec d'autres séries de super-héros comme Titans, Lucifer ou Smallville.
- Dans "Captain N", les personnages de Nintendo se rencontre entre eux comme Simon Belmont de "Castlevania", Kid Icarus de "Kid Icarus", Mega Man de "Mega Man" , Princess Zelda et Link from "The Legend of Zelda" , Mayor Squaresly de "Tetris" , Bayou Billy de "The Adventures of Bayou Billy". Surtout les vilains comme Mother Brain de "Metroid" , King Hippo de "Punch-Out!!" , Eggplant Wizard et Medusa de "Kid Icarus" , Doctor Wily de "Mega Man" , Donkey Kong de "Donkey Kong" , The Count et Alucard de Castlevania , Dragonlord de "Dragon Warrior" , Ganon de "The Legend of Zelda" , Rebonack de "Zelda II: The Adventure of Link" , Malkil de "Wizards & Warriors".
- "Les Épées méga-magiques" et "OK K.O.! Let's Be Heroes".
- "Victor et Valentino" et "Villainous (web series)Valentino".
- "Steven Universe" et "Oncle Grandpa".
- "Ben 10: Omniverse" et "Les Saturdays".
- "Generator Rex" et "Ben 10: Ultimate Alien".
- "Nom de code : Kids Next Door" et "Billy et Mandy, aventuriers de l'au-delà".
- "Section de recherches (série télévisée)" et "Le juge est une femme" (voir "Saison 14 de Section de recherches")
- "Maxie (série télévisée d'animation)" et "Bécébégé" (épisode de Maxie : "Beach Blankett Battle")
- "Arrowverse" avec "Flash vs. Arrow" , "Heroes Join Forces" , "Worlds Finest" , "Invasion! (Arrowverse)" , "Duet" , "Crisis on Earth-X" , "Elseworlds (Arrowverse)", "Crisis on Infinite Earths (Arrowverse)", "Armageddon".
- "Les Razmoket" avec "Aaahh!!! Real Monsters" dans "Ghost Story".
- "Cousin Skeeter" avec "Kenan & Kel" dans "The Hoo, I'm Wild Wild West".
- "All That" avec "The Amanda Show" par la présence de Amanda Bynes/City High et Totally Kyle/Nikki Cleary.
- "Blue's Clues" et "Blue's Room" ("Meet Blue's Baby Brother")
- "iCarly" et "Victorious" (iParty with Victorious)
- "Teenage Mutant Ninja Turtles (2012 TV series)" et "Teenage Mutant Ninja Turtles (1987 TV series)" ("Trans-Dimensional Turtles" et "Wanted: Bebop & Rocksteady")
- "Sanjay and Craig" et "Family Double Dare" ("Trouble Dare")
- "Henry Danger" et "The Thundermans" (Danger & Thunder)
- "The Haunted Hathaways" et "The Thundermans" (The Haunted Thundermans)
- "Sanjay and Craig" et "Nickelodeon GUTS" ("G.U.T.S. Busters")
- "The Fresh Beat Band" et "Yo Gabba Gabba!" ("Yo! Fresh Beats Go Gabba Gabba!")
- "Every Witch Way et Talia in the Kitchen" ("Lunch at Lola's" / "Every Witch Lola's")
- "Bunsen Is a Beast" et "The Fairly OddParents" ("Beast of Friends")
- "Henry Danger" et "Game Shakers" ("Danger Games")
- "The Loud House" et "Legends of the Hidden Temple" ("Legends")
- "Henry Danger" et "Knight Squad" ("Knight & Danger")
- "The Loud House" et "Double Dare" ("How Double Dare You!")
- "The Casagrandes" et "The Loud House" ("Cursed!")
- "Glitch Techs" et "Teenage Mutant Ninja Turtles" ("Glitchy Mutant Ninja Turtles")
- "That Girl Lay Lay" et "Tyler Perry's Young Dylan" ("That Dude Dylan")
- "Side Hustle,That Girl Lay Lay, Tyler Perry's Young Dylan, Warped!" et "Danger Force" ("That Young Warped Danger Hustle")
- "Tyler Perry's Young Dylan" et "That Girl Lay Lay" ("How to Catch a Scammer")
- "Bubble Guppies" et "Baby Shark's Big Show!" ("The Jawsome Sharkventure!")
- "That Girl Lay Lay" et "Tyler Perry's Young Dylan" ("Dylan and Rebecca's Cleve-Land-Land Adventure")
- "The Loud House" et "The Casagrandes" ("Great Lakes Freakout!")
- "SpongeBob SquarePants, Kamp Koral: SpongeBob's Under Years" et "The Patrick Star Show" ("The Tidal Zone")
- "Drôle d'oiseau" (TAT Productions) et "Opération chouettage de dragon" (studio Hari), entre La Chouette et Cie et Les As de la jungle.

## Tokusatsu
- Ultraman contre Kamen Rider (en)
- Kamen Rider Decade
- Super Sentai V Cinema
- Kaizoku Sentai Gokaiger : cette série est un hommage aux 34 générations précédentes de Super Sentai. Ainsi régulièrement, un héros d'une génération précédente fait un caméo et l'épisode entier reprend des codes, ou, des spécificités de la série en hommage.

## Cinéma
- King Kong contre Godzilla réalisé par Ishirō Honda (1962).
- Mothra contre Godzilla réalisé par Ishirō Honda (1964).
- Ghidrah, le monstre à trois têtes réalisé par Ishirō Honda (1964).
- Les envahisseurs attaquent réalisé par Ishirō Honda (1968).
- Godzilla X Mechagodzilla réalisé par Masaaki Tezuka (2002).
- Godzilla, Mothra, Mechagodzilla: Tokyo S.O.S. réalisé par Masaaki Tezuka (2003).
- Godzilla: Final Wars réalisé par Ryuhei Kitamura (2004).
- Qui veut la peau de Roger Rabbit réalisé par Robert Zemeckis (1988).
- Freddy contre Jason réalisé par Ronny Yu (2003).
- La Ligue des gentlemen extraordinaires réalisé par Stephen Norrington (2003).
- Les Razmoket rencontrent les Delajungle réalisé par Norton Virgien et Igor Kovaljov (2003).
- Alien vs Predator réalisé par Paul W. S. Anderson (2004).
- Alien vs Predator : Requiem réalisé par Colin et Greg Strause (2008).
- Avengers réalisé par Joss Whedon (2012).
- Batman vs Superman réalisé par Zack Snyder (2016).
- Batman vs. Teenage Mutant Ninja Turtles Batman, Batgirl et Robin s'allient avec les Tortues Ninja pour affronter le Clan des Foot et la Ligue des Assassins menés par Shredder et Ra's al Ghul.
- Glass  réalisé par M. Night Shyamalan (2019)
- Lake Placid vs. Anaconda
- Alvin et les Chipmunks contre Frankenstein
- Alvin et les Chipmunks contre le loup-garou
- Arsene Lupin contra Sherlock Holmes
- Avengers (film)
- Avengers : L'Ère d'Ultron
- Avengers: Endgame
- Avengers: Infinity War
- Batman contre Dracula
- Batman v Superman : L'Aube de la justice
- Batman: Dead End
- Billy the Kid contre Dracula
- Boa vs. Python
- Bugs Bunny et Robin des bois
- Les Calinours au pays des merveilles
- Deux Nigauds chez les tueurs
- Deux Nigauds contre Frankenstein
- Deux Nigauds contre l'homme invisible
- Deux Nigauds contre le Dr Jekyll et Mr Hyde
- Deux Nigauds et la momie
- Deux Nigauds et les flics
- Dracula contre Frankenstein (film, 1970)
- Dracula contre Frankenstein (film, 1971)
- Les envahisseurs attaquent
- Frankenstein rencontre le loup-garou
- Frankenstein vs. Baragon
- Freddy vs. Ghostbusters
- House of the Wolf Man
- Jesse James contre Frankenstein
- La Ligue des gentlemen extraordinaires (film)
- Maciste contre Zorro
- Mad Mad Mad Monsters
- Mad Monster Party?
- La Maison de Dracula
- La Maison de Frankenstein
- Monster Mash (film, 1995)
- Monster Mash (film, 2000)
- Monster of Monsters: Ghidorah
- The Monster Squad
- Monsterville : Le Couloir des horreurs
- Le Noël de Mickey
- Puppet Master vs. Demonic Toys
- Sadako vs. Kayako
- Santo y Blue Demon contra los monstruos
- Scooby-Doo : Rencontre avec Kiss
- Scooby-Doo et Batman : L'Alliance des héros
- Scooby-Doo et l'École des sorcières
- Scooby-Doo et le Rallye des monstres
- Scooby-Doo et les Contes des mille et une nuits
- Son of Dracula (film, 1974)
- Space Jam
- Space Jam : Nouvelle ère
- Stan Helsing
- Star Trek : Générations
- Tom et Jerry : Élémentaire, mon cher Jerry
- Tom et Jerry : Le Haricot géant
- Tom et Jerry : Mission espionnage
- Tom et Jerry : Retour à Oz
- Tom et Jerry et le Magicien d'Oz
- Turtles Forever
- Van Helsing (film)
- Waxwork
- Waxwork 2 : Perdus dans le temps
- X-Men: Days of Future Past
- Zorro et les Trois Mousquetaires
- Dollman vs Demonic Toys
- Scooby ! avec Scooby-Doo (série télévisée d'animation) , Sans Secret, l'écureuil agent secret , Capitaine Caverne , Les Fous du volant (série télévisée d'animation, 1968) et Dynomutt, Dog Wonder (en)

### Univers partagés
- Univers cinématographique Marvel (2008-présent)
- Univers cinématographique DC (2013-présent) qui regroupe les films Man of Steel, Batman v Superman : L'Aube de la justice, Suicide Squad (film), Wonder Woman (film, 2017), Justice League (film) et Aquaman (film). À noter que le film Joker (film, 2019) ne fait pas partie de cet univers et est déconnecté de tout univers cinématographique déjà existant.
- Alien et Predator dans Alien vs. Predator (film) adaptation de la bande-dessinée Alien versus Predator sorti en 1989.
- MonsterVerse (2014-présent)
- Les Personnages animés préférés à la rescousse sortie en 1990.
- Phinéas et Ferb : Mission Marvel (2013).
- Who Made Huckabee?
- Tarzan au cœur de la Terre présence de Pellucidar
- La Grande Aventure Lego
- Lego Batman, le film présence des vilains comme "Méchante sorcière de l'Ouest" , Voldemort , King Kong et Sauron.
- La Grande Aventure Lego 2
- Les Mondes de Ralph présence des personnages de jeux vidéo.
- Ralph 2.0 présence des personnages de jeux vidéo, des super héros Marvel et des personnages disney.
- Pixels (film, 2015) présence des personnages de jeux vidéo.
- Ready Player One (film) présence des personnages de fiction.
- Quand les Jetson rencontrent les Pierrafeu
- Futurama rencontre les Simpsons dans Simpsorama (épisode des Simpson).
- Dans les épisodes des Simpsons Burns fait son cinéma , Une crise de Ned et Coup de poker, il y a la présence de Jay Sherman de Profession : critique.
- Descendants (franchise)
- Penny Dreadful (série télévisée)
- Tortues Ninja : Les Chevaliers d'écaille , Les Tortues Ninja (série télévisée d'animation, 2003) et Les Tortues Ninja (série télévisée d'animation, 2012) avec la présence de Usagi Yojimbo de Stan Sakai.
- Dragon Ball : L'Aventure mystique (présence des personnages de Dr Slump)
- Harvey Birdman, Attorney at Law
- Popeye le marin (film) (présence de Betty Boop)
- Scooby !
- SoltyRei (la combinaison qui ressemble à celui de Knight Saber de Bubblegum Crisis)
- Tom et Jerry : Le Haricot géant
- Tous en boîte
- La Vie de croisière ensorcelante d'Hannah Montana avec La Vie de croisière de Zack et Cody et Les Sorciers de Waverly Place
- La Phénoménale Vie de palace d'Hannah Montana avec Phénomène Raven et La Vie de palace de Zack et Cody
- Pour toujours (Buffy contre les vampires) avec la présence d'Angel
- La Pierre d'Amarra avec la présence de Oz et de Spike
- Orphée (Angel) avec la présence de Willow Rosenberg et Faith Lehane
- N'abandonnez jamais avec The Lone Gunmen : Au cœur du complot
- Je ne t'oublierai jamais avec la présence de Buffy Summers
- ICarly et Victorious : Le face à face
- Invasion! (Arrowverse) présence de Supergirl et Green Arrow face aux Dominators
- Hercule et Aladdin
- La Fin des temps, partie 1 et La Fin des temps, partie 2 avec la présence d'Angel
- L'Esprit vengeur avec la présence d'Angel
- Elseworlds (Arrowverse) avec Flash, Arrow et Supergirl
- Darla (épisode d'Angel) avec le Maître , Drusilla et Spike
- Crossover entre Alice Nevers et Section de recherches
- Crisis on Infinite Earths (Arrowverse) avec Supergirl, Batwoman, The Flash, Arrow et Legends of Tomorrow
- Crisis on Earth-X avec Supergirl, Arrow, Flash et Legends of Tomorrow (LoT)
- Cartoon Wars II avec la présence de Bart Simpson et Les Griffin
- Buffy contre Dracula
- Les Bandits solitaires (épisode de X-Files) avec Homicide
- Amie ou ennemie avec la présence de Willow Rosenberg
- Straight Outta Nowhere: Scooby-Doo! Meets Courage the Cowardly Dog
- Teen Titans Go! See Space Jam (en)
- Cartoon Network Invaded (en)
- Ben 10/Generator Rex: Heroes United (en)
- Aux frontières du réel (Les Simpson) entre les Simpsons et X-files.
- Simpson Horror Show XXXIII présence de Bob's Burgers. Sans oublier il y a South Park, Les Griffin, Futurama, Rick et Morty, Bob l'éponge et Big Mouth (série télévisée) en caméo.

### Théories d'univers partagés
Les univers et les personnages des séries de films Massacre à la tronçonneuse, Halloween, Vendredi 13, Evil Dead, Freddy, Hellraiser et Chucky coexistent de manière permanente au sein du même monde et existent dans le même univers fictif depuis le film Freddy contre Jason et sa suite : la mini-série de bande-dessinée Freddy vs. Jason vs. Ash ainsi que les références multiples à Freddy Krueger, Jason Voorhees, Michael Myers, Leatherface et Pinhead dans La Fiancée de Chucky. D'autres connexions incluent les sagas Leprechaun (série de films), qui référence le personnage de Chucky dans Leprechaun 3, Pumpkinhead, dont le deuxième volet voit l'apparition du Necronomicon de la saga Evil Dead, Re-Animator, via le comics Army of Darkness vs. Re-Animator sorti en 2013, et Saw (série de films) à la suite d'un caméo ambigu de Jigsaw dans Texas Chainsaw 3D . Des crossovers au cinéma ont failli voir le jour, comme Helloween: Michael Myers vs. Pinhead, Freddy vs. Jason vs. Michael, Candyman vs. Leprechaun ou encore Leprechaun vs. Wishmaster ainsi qu'en bande-dessinée: Leprechaun vs. Warlock. Il y a eu une rumeur d'un projet Maniac/Maniac Cop crossover entre le film Maniac de William Lustig et la saga Maniac Cop (1988-1993) du même réalisateur, mais aucun des deux univers ne possède un quelconque lien avec le SlasherVerse, après le succès du crossover Freddy contre Jason en 2003 Don Mancini, créateur de Chucky, eut l'idée d'un film intitulé A Child's Play on Elm Street fusion des univers de Chucky et de Freddy Krueger. En août 2017, le site US Bloody Disgusting révèle l'existence d'un mémo daté du 30 avril 2003, rédigé à l'époque par Jeff Katz, responsable de la création chez New Line, à l'intention de Toby Emmerich et Stokely Chaffin, respectivement président et vice-Président de la compagnie. Le mémo révèle que d'autres crossovers furent envisagés pour une suite à Freddy contre Jason, dont le Tall Man de la saga Phantasm ainsi que Michael Myers, Pinhead, Chucky et Leprechaun. D'autres mentions plus énigmatiques et lorgnant davantage vers la métafiction peuvent être signalé comme dans les films Scream (série de films) où de multiples références directes aux longs-métrage cités sont présents ainsi que le jeu vidéo non officiel Terrordrome : Rise of the Boogeymen qui rassemblé divers personnages de slasher y compris Matt Cordell du film Maniac Cop et Pennywise du téléfilm « Il » est revenu. On peut en déduire que les univers de Massacre à la tronçonneuse, Halloween, Vendredi 13, Evil Dead, les Griffes de la nuit, Hellraiser, Jeu d'enfant, Leprechaun, Pumpkinhead, Re-Animator, Saw, Candyman, Wishmaster, Warlock et Phantasm partagent le même univers cohérent de fiction.
Les sagas Terminator et RoboCop partagent le même univers de fiction depuis la mini-série de bande-dessinée RoboCop versus The Terminator et ses dérivés.
L'univers des Universal Monsters regroupe Dracula (1931), Frankenstein (1931), La Momie (1932), L'Homme invisible (1933), La Fiancée de Frankenstein (1935), Le Loup-garou (1941) et L'Étrange Créature du lac noir (1954) mais aussi les films muets Notre-Dame de Paris (1923), Le Fantôme de l'Opéra (1925) et L'Homme qui rit (1928), un reboot de cet univers a été lancé en 2014 avec Dracula Untold, puis La Momie en 2017, au sein d'une franchise appelée « Dark Universe », l'échec prématuré de la tentative d'univers cinématographique partagé mènera à l'abandon du projet en 2018.
Les franchises SOS Fantômes et Men in Black existent dans le même univers commun à la suite du jeu de plateau : Ghostbusters/Men in Black: Ecto-terrestrial Invasion, le film Casper (1995) évoluent dans le même univers fictif à la suite de l'apparition du Dr Raymond Stantz de la saga SOS Fantômes toujours incarné par Dan Aykroyd.
Les Dents de la mer et la série de films Piranhas à la suite du retour du personnage de scientifique Matt incarné par Richard Dreyfuss dans Les Dents de la mer.
Les récits de Blade Runner et sa suite Blade Runner 2049, Total Recall, Soldier et Minority Report coexistent au sein du même univers de fiction de l'auteur Philip K. Dick.
En animation, on trouve Raiponce, Rebelle, La Reine des neiges et Vaiana : La Légende du bout du monde ainsi que les versions en animation 3D des autres princesses Disney issues du film Ralph 2.0.